# Pseudohysiella pusilla
Pseudohysiella pusilla är en insektsart som beskrevs av Marius Descamps 1964. Pseudohysiella pusilla ingår i släktet Pseudohysiella och familjen gräshoppor. Inga underarter finns listade i Catalogue of Life.